# Bogcha Darvoza
La porte Bogcha Darvoza (Ourguentch  darvoza), est une porte d'enceinte de la ville de Khiva en Ouzbékistan donnant accès au quartier fortifié d'Itchan Kala, qui comme la porte est inscrit au patrimoine mondial de l'Unesco, depuis 1990. Elle est actuellement inscrite sur la liste du patrimoine culturel matériel d'importance républicaine de Ouzbékistan.

## Histoire
Elle a été construite à la fin du XVIIIe siècle ; c'est donc la plus ancienne de la ville. Elle est rénovée par Rahimqulikhan. La hauteur du portail est de 8,5 mètres. Bogcha Darvoza signifie « Porte du Jardin ». Bogcha Darvoza protégeait la ville. Le portail est fermé la nuit. Dans les temps anciens, la porte était gardée par une dizaine de mirshabs, et leur salaire était fixé entre quatre et dix dorureset.
Elle a été restaurée par les Soviétiques en 1960 puis rénovée en 1997.

## Description
Les dimensions de la porte sont de 18 × 16 m en surface, les grandes coupoles et les tours mesurent 4,2 m de diamètre, la hauteur s'établssant à 13,5 m. Deux grands dômes sont construits au-dessus de l'entrée de la porte et des magasins sont situés à côté de la porte. lle est flanquée de deux tourelles et cantonnée de murs dont l'un a conservé ses créneaux.
La façade du portail est dépourvue d'ornementation, enduite à l'intérieur et laissée en maçonnerie avec les joints finis en mortier à l'extérieur. Le seul embellissement est constitué de bandes horizontales de briques polies placées en bordure des tours.